# Coppengrave
Coppengrave est une commune allemande de l'arrondissement de Hildesheim, Land de Basse-Saxe.

## Géographie
Coppengrave se situe au sud-ouest de Hildesheim entre les monts de Hils à l'ouest, de Duinger Berg à l'est et de Reuberg au sud-est.
|            | Hoyershausen |           |
| Duingen    | Coppengrave  | Alfeld    |
| Grünenplan |              | Delligsen |

## Histoire
Au cours du XIVe siècle, le village de Coppengrave porte le nom de "Kobbengraff" (1400), "Kobbengraf" (1414), "Cobbengraff" (1426), "Coppengraven" (1462), Kobbengraff(1471), "Cobbengraven" (1478) et "Kobbengraue" (1499). Le nom est composé du suffixe "-graf", qui ne signifie pas l'appartenance à un comté, mais "fossé" en  bas allemand, comme le montre sa position près du Hils, et de "Coppen", un vieux terme germanique désignant la montagne.